# Rebellion (разработчик)
Rebellion (Rebellion Developments Limited) — британская компания по разработке компьютерных игр, расположенная в Оксфорде. Компания наиболее известна игрой Aliens vs. Predator, а также шутерами серии Sniper Elite. С 2000 года издаёт комиксы.
Дочерняя компания Rebellion Publishing издает комиксы с 2000 года, когда она приобрела в том же году AD издателя таких персонажей, как судья Дредд и Rogue Trooper.

## История
Rebellion была создана братьями Джейсоном и Крисом Кингсли 4 декабря 1991 года. Братья только что получила ученые степени в Оксфордском университете и намеревалась получить докторскую степень. В свободное время они подрабатывали в игровой индустрии. Когда их роли фрилансеров начали расширяться и они взяли на себя больше управленческих обязанностей, они решили основать в Оксфорде компанию Rebellion. Фундамент студии был заложен, когда братья заключили сделку с издателем видеоигр Atari UK. Братья представили демо-версию 3D-игры «Полет дракона» директорам издателя, которые искали игры для будущей системы Atari Jaguar.
Atari поручила им работу над двумя играми для Jaguar: Checkered Flag и Alien vs Predator, которые вышли в 1994 году. Игра Alien vs Predator для Atari Jaguar была признана одной из лучших игр для этой консоли. Команда разработчиков была расширена, чтобы помогать в работе над этими играми. В него входили художники Стюарт Уилсон, Тоби Бэнфилд и Джастин Рэй, а также программисты Майк Битон, Роб Дибли и Эндрю Уиттакер.
В 2006 году Rebellion приобрели студию разработки Core Design, бывших разработчиков серии Tomb Raider, а также Strangelite у Empire Interactive.
В ноябре 2019 года Rebellion объявила о приобретении прав на имя и портфолио The Bitmap Brothers.

### Расширение и комиксы (2000–2009)
В течение десятилетия Rebellion быстро расширялась за счет многочисленных приобретений других студий и объектов недвижимости. Эта волна расширений включала покупку "2000 AD" у Fleetway Publications. Помимо дальнейших публикаций под этим лейблом, Rebellion начала разработку сопутствующих персонажей для игрового рынка. В 2003 году Rebellion выпустила игру Judge Dredd: Dredd vs. Death.
В 2004 году Rebellion заключила сделку с DC Comics на переиздание нескольких рассказов 2000 года нашей эры в мягкой обложке, в том числе «Судья Дредд», «Strontium Dog», «Nikolai Dante» и «Sinister Dexter». Когда DC покинула предприятие, сославшись на плохие продажи, Rebellion создала собственную линию американских графических романов, которые распространялись через Simon & Schuster. В 2005 году Rebellion также создала сериал «Судья Дредд: Полные материалы дела», в котором начали переиздавать почти все выступления судьи Дредда в хронологическом порядке.
Игра Sniper Elite от Rebellion 2005 года была удостоена награды «Лучшая игра для ПК/консоли» на церемонии вручения наград TIGA Awards 2005 года.
После выпуска Rebellion приобрела множество игровых студий и объектов недвижимости. Это началось в 2006 году с покупки разработчиками Tomb Raider Core Design у Eidos Interactive, а также Strangelite у Empire Interactive и бывших IP-адресов Elixir Studios, включая Evil Genius и Republic: The Revolution. Эти приобретения сделали Rebellion крупнейшим независимым разработчиком игр в Европе.
Приобретения в конце десятилетия были в основном связаны с растущим издательским крылом компании, включая Blackfish Publishing и Mongoose Publishing в 2008 году, за которыми последовали Cubicle 7 и Solaris Books в 2009 году. 14 июля 2009 года компания приобрела у компании Activision франшизы Ground Control, Empire Earth, Lords of Magic и Lords of the Realm. Это были объекты бывшей компании Sierra Entertainment, которые компания продала в соответствии со своей новой долгосрочной стратегией после слияния Vivendi Games.

### Закрытие студии «Дерби» (2009–2010)
В 2009 году игра Rogue Warrior от Rebellion получила плохие отзывы. За этим последовала игра Aliens vs. Predator в 2010 году, изданная компанией Sega, которая получила неоднозначную оценку критиков, но дебютировала под номером один в британском чарте всех форматов. В 2010 году были внесены существенные изменения, включая сокращение персонала в их основной студии в Оксфорде, а также закрытие Rebellion Derby — бывшей студии Core Design, которая была куплена всего четыре года назад. Генеральный директор студии Джейсон Кингсли обсудил возможность сосредоточить свое внимание на более мелких играх после изменений. Переезд совпал с окончанием срока аренды недвижимости. Кингсли прокомментировал, что «рост иногда бывает болезненным, особенно в нынешних условиях, и нам пришлось тщательно проанализировать, как мы управляем нашей сетью студий. В стратегическом плане мы решили пересмотреть потребность в объектах Дерби».

### Рост компании (2011 – настоящее время)
В середине 2010-х франшиза Sniper Elite добилась большого успеха. Компания вернулась к расширению за счет покупки дополнительных студий и объектов недвижимости, расширения сектора компьютерных игр и издательского дела, а в конце десятилетия диверсифицировала производство игровых фильмов. Кингсли был награжден Орденом Британской империи в 2012 году за свою работу по поддержке данного сектора. В июле 2013 года Rebellion купила франшизы Battlezone и Moonbase Commander во время процедуры банкротства компании Atari. Cubicle 7 покинула Rebellion в декабре 2014 года в результате выкупа компании менеджментом. В том же году была выпущена Sniper Elite III, и к сентябрю 2015 года было продано 10 миллионов копий серии по всему миру.
В августе 2016 года Rebellion приобрела у Egmont библиотеки комиксов IPC Youth и Fleetway, выпущенные после 1970 года. Она переиздала их под своим издательством Treasury of British Comics, включая «Roy of the Rovers», «Wildcat» и «Одноглазого Джека». В 2018 году последовало приобретение у группы изданий, выпущенных до 1970 года.
В ноябре 2018 года Rebellion открыла студию для съемок фильма и сериала, основанных на персонажах 2000 года нашей эры. Первыми проектами стали «Judge Dredd: Mega-City One» и «Rogue Trooper», режиссером которых был Данкан Джонс. Rebellion Productions, подразделение по производству фильмов, основанное в 2017 году, заняло заброшенную газетную фабрику в английском городе Дидкоте. Студия должна была выпустить свой первый полнометражный фильм в 2021 году.
В течение 2018 и 2019 годов было сделано несколько приобретений, связанных с играми, в том числе Radiant Worlds, переименованная в «Rebellion Warwick» и игры TickTock, переименованные в «Rebellion North». В 2019 году Rebellion приобрела библиотеку классических игр The Bitmap Brothers.
В 2020 году Rebellion приобрела «Whitaker's Almanack», опубликовав издание в следующем году, но объявила, что издания 2022 года не будет.
В 2021 году Rebellion объявила, что в 2022 году выйдет новый юмористический комикс «Monster Fun», выходящий раз в два месяца.

## Список игр Rebellion
- Eye of the Storm (1993, Amiga, PC)
- Alien vs. Predator (1994, Atari Jaguar)
- Checkered Flag (1994, Atari Jaguar)
- Aliens versus Predator (1999, PC, 2001, Macintosh)
- Klustar (1999, Game Boy Color)
- Tom Clancy’s Rainbow Six (1999, PlayStation)
- Worms Armageddon (2000, Game Boy Color)
- Mission: Impossible (2000, Game Boy Color)
- Alien Versus Predator Gold Edition (2000, PC)
- Asterix: Search for Dogmatix (2000, Game Boy Color)
- The Mummy (2000, PlayStation, PC)
- Gunlok (2000, PC)
- Alien Versus Predator: Millennium Expansion Pack (2000, PC)
- SkyHammer (2000, Atari Jaguar)
- Snood (2001, Game Boy Advance)
- Midnight Club: Street Racing (2001, Game Boy Advance)
- Gunfighter: The Legend Of Jesse James (2001, PlayStation)
- Largo Winch .//Commando Sar (2002, PlayStation)
- Tiger Woods PGA Tour Golf (2002, Game Boy Advance)
- Delta Force: Urban Warfare (2002, PlayStation)
- Tom Clancy's Rainbow Six: Lone Wolf (2002, PlayStation)
- Smuggler's Run (2002, Game Boy Advance)
- Pinball Advance (2002, Game Boy Advance)
- Medal of Honor: Underground (2002, Game Boy Advance)
- Gunfighter II: Revenge of Jesse James (2003, PlayStation 2)
- Judge Dredd: Dredd vs. Death (2003, PlayStation 2, Xbox, GameCube, PC)
- Iron Storm: World War Zero (2004, PlayStation 2, 2005, PC)
- Dead to Rights: Reckoning (2005, PSP)
- Sniper Elite (2005, PlayStation 2, Xbox, PC, 2010, Wii)
- Delta Force: Black Hawk Down (2005, PlayStation 2)
- 007: From Russia with Love (2006, PSP)
- Rogue Trooper (2006, PlayStation 2, Xbox, PC, 2009, Wii)
- Miami Vice: The Game (2006, PSP)
- Gun: Showdown (2006, PSP)
- Delta Force: Black Hawk Down – Team Sabre (2006, PlayStation 2)
- Prism: Guard Shield (2006, PC)
- Free Running (2007, PlayStation 2, PSP, 2009, Wii, PC)
- Harry Potter and the Order of the Phoenix (2007, PSP)
- Star Wars Battlefront: Renegade Squadron (2007, PSP)
- The Simpsons Game (2007, PlayStation 2, PSP, Wii)
- Aliens vs. Predator: Requiem (2007, PSP)
- Call of Duty: World at War — Final Fronts (2008, PlayStation 2)
- Shellshock 2: Blood Trails (2009, PlayStation 3, Xbox 360, PC)
- PDC World Championship Darts 2009 (2009, Wii, NDS)
- Star Wars Battlefront: Elite Squadron (2009, PSP)
- Rogue Warrior (2009, PlayStation 3, Xbox 360, PC)
- Aliens vs Predator (2010, PlayStation 3, Xbox 360, PC)
- Evil Genius: WMD (2010, Facebook)
- Judge Dredd vs. Zombies (2011, iOS, 2012, Android, 2013, PC)
- NeverDead (2012, PlayStation 3, Xbox 360)
- Sniper Elite V2 (2012, PlayStation 3, Xbox 360, PC, 2013, Wii U)
- Zombie HQ (2012, iOS, 2013, PC, Android)
- Sinbad (2012, iOS)
- Guns 4 Hire (2012, PC, iOS, Android)
- Sniper Elite: Nazi Zombie Army (2013, PC)
- Joust Legend (2013, iOS)
- Sniper Elite: Nazi Zombie Army 2 (2013, PC)
- Harmony Isle (2013, iOS, 2014, PC, Android)
- Evil Genius Online: The World Domination Simulation (2013, Facebook, 2014, iOS, 2015, Android)
- Sniper Elite 3 (2014, PlayStation 4, PlayStation 3, Xbox One, Xbox 360, PC)
- Zombie Army Trilogy (2015, PlayStation 4, Xbox One, PC)
- Raceline CC (2015, iOS)
- Battlezone (2016, PlayStation 4, 2017, PC)
- Sniper Elite 4 (2017, PlayStation 4, Xbox One, PC, Switch)
- Rogue Trooper Redux (2017, PC, PlayStation 4, Xbox One, Switch)
- Strange Brigade (2018, PlayStation 4, Xbox One, PC)
- Zombie Army 4: Dead War (2020, PlayStation 4, Xbox One, PC)
- Evil Genius 2: World Domination (2021, PC)
- Sniper Elite VR (2021, PlayStation 4, PC)
- Sniper Elite 5 (2022, PlayStation 4, PlayStation 5, PC, Xbox Series X/S)
- Atomfall (2025, PlayStation 4, PlayStation 5, Xbox One, Xbox Series X/S, PC)